# NHL Entry Draft 2011

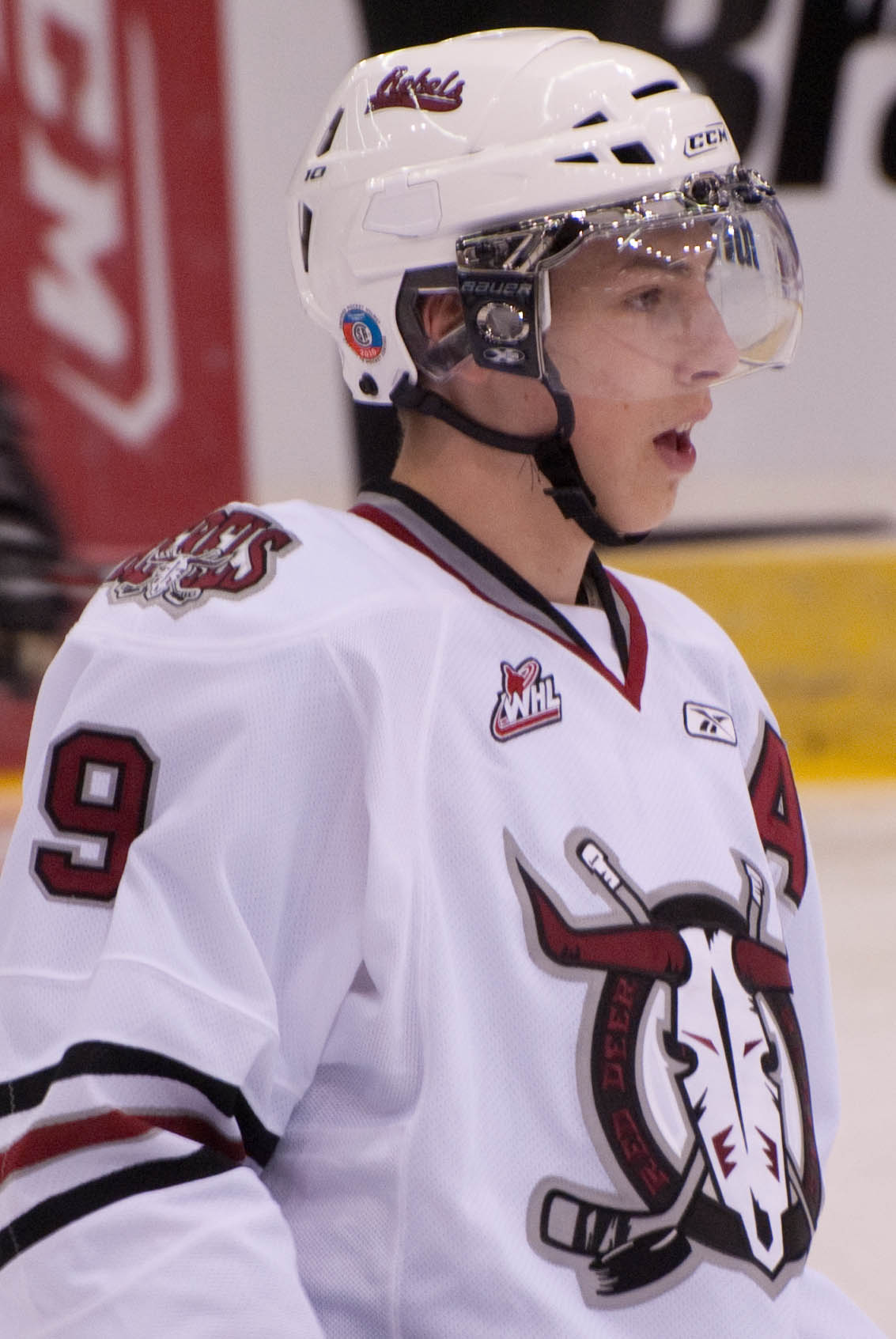
Ryan Nugent-Hopkins valdes av Edmonton Oilers som förste spelare totalt.

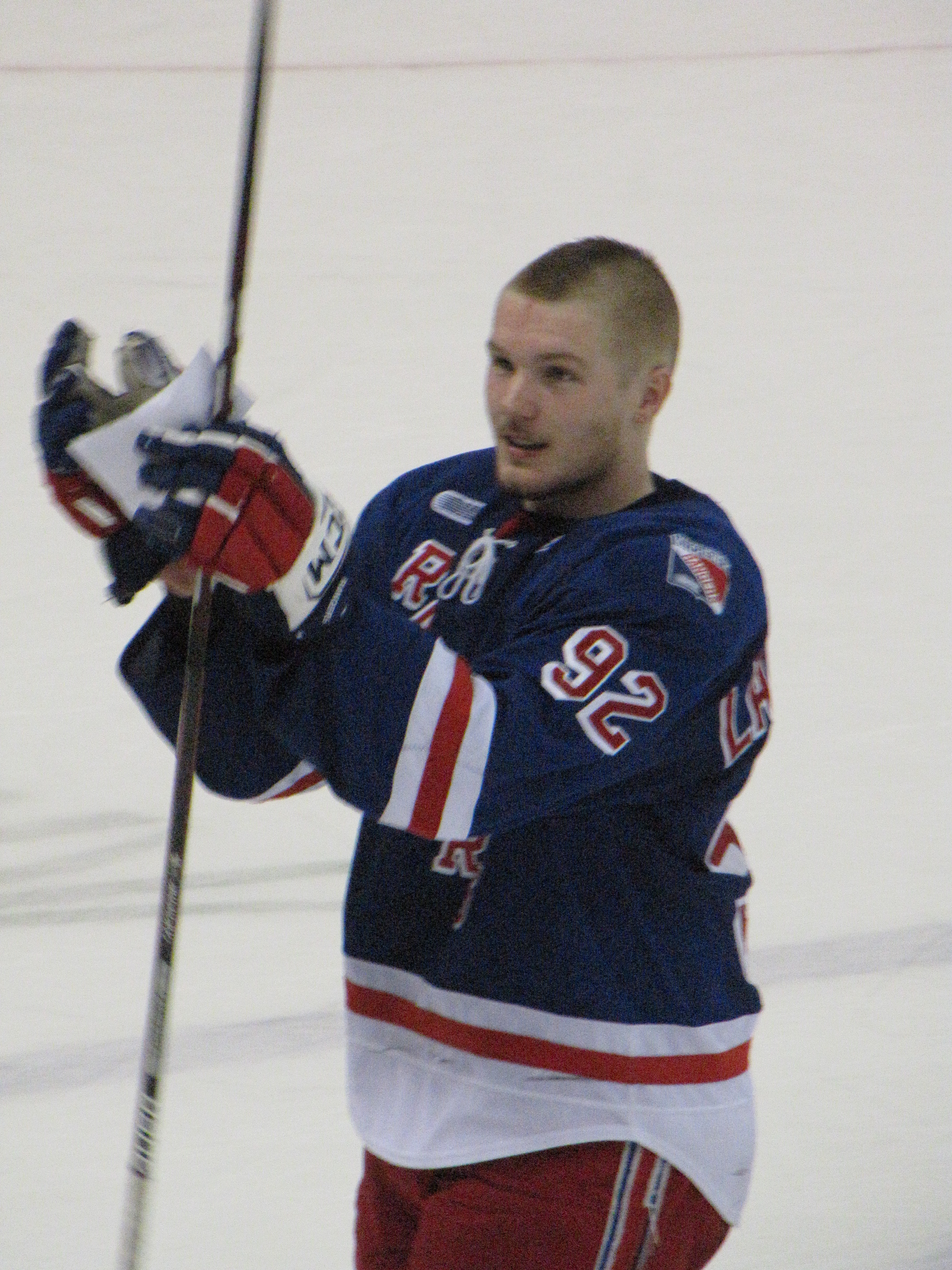
Gabriel Landeskog valdes av Colorado Avalanche som andre spelare.

2011 NHL Entry Draft var den 49:e NHL-draften. Den pågick 24–25 juni 2011 i Xcel Energy Center som ligger i St. Paul, Minnesota. Det var första gången NHL-draften hölls i Minnesota sedan Minnesota North Stars höll i 1989 års draft.

## Draftval

### Första rundan
| Nr | Spelare                     | Nationalitet | NHL-lag                                 | College-/junior-/klubblag               |
| -- | --------------------------- | ------------ | --------------------------------------- | --------------------------------------- |
| 1  | Ryan Nugent-Hopkins (C)     | Kanada       | Edmonton Oilers                         | Red Deer Rebels, (WHL)                  |
| 2  | Gabriel Landeskog (HF)      | Sverige      | Colorado Avalanche                      | Kitchener Rangers, (OHL)                |
| 3  | Jonathan Huberdeau (C)      | Kanada       | Florida Panthers                        | Saint John Sea Dogs, (QMJHL)            |
| 4  | Adam Larsson (B)            | Sverige      | New Jersey Devils                       | Skellefteå AIK, (Elitserien)            |
| 5  | Ryan Strome (C)             | Kanada       | New York Islanders                      | Niagara IceDogs, (OHL)                  |
| 6  | Mika Zibanejad (C)          | Sverige      | Ottawa Senators                         | Djurgårdens IF, (Elitserien)            |
| 7  | Mark Scheifele (C)          | Kanada       | Winnipeg Jets                           | Barrie Colts, (OHL)                     |
| 8  | Sean Couturier (C)          | Kanada       | Philadelphia Flyers (från Columbus)     | Drummondville Voltigeurs, (QMJHL)       |
| 9  | Dougie Hamilton (B)         | Kanada       | Boston Bruins (från Toronto)            | Niagara IceDogs, (OHL)                  |
| 10 | Jonas Brodin (B)            | Sverige      | Minnesota Wild                          | Färjestads BK, (Elitserien)             |
| 11 | Duncan Siemens (B)          | Kanada       | Colorado Avalanche (från St. Louis)     | Saskatoon Blades (WHL)                  |
| 12 | Ryan Murphy (B)             | Kanada       | Carolina Hurricanes                     | Kitchener Rangers, (OHL)                |
| 13 | Sven Bärtschi (VF)          | Schweiz      | Calgary Flames                          | Portland Winterhawks, (WHL)             |
| 14 | Jamie Oleksiak (B)          | USA          | Dallas Stars                            | Northeastern Huskies (NCAA)             |
| 15 | Jonathan "J.T." Miller (VF) | USA          | New York Rangers                        | US National Development Team, (USHL)    |
| 16 | Joel Armia (HF)             | Finland      | Buffalo Sabres                          | Ässät, (FM-ligan)                       |
| 17 | Nathan Beaulieu (B)         | Kanada       | Montreal Canadiens                      | Saint John Sea Dogs, (QMJHL)            |
| 18 | Mark McNeill (C)            | Kanada       | Chicago Blackhawks                      | Prince Albert Raiders, (WHL)            |
| 19 | Oscar Klefbom (B)           | Sverige      | Edmonton Oilers (från Los Angeles)      | Färjestads BK, Elitserien               |
| 20 | Connor Murphy (B)           | USA          | Phoenix Coyotes                         | US National Development Team, (USHL)    |
| 21 | Stefan Noesen (HF)          | USA          | Ottawa Senators (från Nashville)        | Plymouth Whalers, (OHL)                 |
| 22 | Tyler Biggs (HF)            | USA          | Anaheim Ducks                           | US National Development Team, (USHL)    |
| 23 | Joe Morrow (B)              | Kanada       | Pittsburgh Penguins                     | Portland Winterhawks, (WHL)             |
| 24 | Matt Puempel (VF)           | Kanada       | Detroit Red Wings                       | Peterborough Petes, (OHL)               |
| 25 | Stuart Percy (B)            | Kanada       | Toronto Maple Leafs (från Philadelphia) | Mississauga St. Michael's Majors, (OHL) |
| 26 | Phillip Danault (VF)        | Kanada       | Washington Capitals                     | Victoriaville Tigres, (QMJHL)           |
| 27 | Vladislav Namestnikov (C)   | Ryssland     | Tampa Bay Lightning                     | London Knights, (OHL)                   |
| 28 | Zack Phillips (C)           | Kanada       | San Jose Sharks                         | Saint John Sea Dogs, (QMJHL)            |
| 29 | Nicklas Jensen (VF)         | Danmark      | Vancouver Canucks                       | Oshawa Generals, (OHL)                  |
| 30 | Rickard Rakell (HF)         | Sverige      | Toronto Maple Leafs (från Boston)       | Plymouth Whalers, (OHL)                 |

## Första valet
Första valet gjordes av Edmonton Oilers även detta år. Förra året valde de Taylor Hall, detta år valde de centern Ryan Nugent-Hopkins som senast spelade i Red Deer Rebels i den kanadensiska juniorhockeyligan WHL.

## Svenskar i Draften
I draften blev 28 svenskar draftade vilket är det högsta antalet någonsin. Det tidigare högsta antalet var från 2009 när 25 svenskar blev draftade.

### Första rundan
- Gabriel Landeskog
- Blev första svensken som blev draftad. Han blev vald som nummer två av Colorado Avalanche.

- Adam Larsson
- Var nästa svensk som blev draftad. Han blev vald som nummer fyra totalt av New Jersey Devils.

- Mika Zibanejad
- Blev draftad som nummer sex totalt av laget Ottawa Senators.

- Jonas Brodin
- Blev draftad som nummer tio av laget Minnesota Wild.

- Oscar Klefbom
- Blev draftad som nummer sjutton i första rundan av laget Edmonton Oilers.

- Rickard Rakell
- Blev draftad som nummer trettio, som är sista personen i första rundan av Anaheim Ducks.

### Andra rundan
- Magnus Hellberg
- Blev draftad som nummer 38 och förste målvakt av laget Nashville Predators.

- Victor Rask
- Blev draftad som nummer 42 av laget Carolina Hurricanes.

- Johan Sundström
- Blev draftad som nummer 50 av laget New York Islanders.

- William Karlsson
- Blev draftad som nummer 53 av laget Anaheim Ducks.

- Rasmus Bengtsson
- Blev draftad som nummer 59 av laget Florida Panthers.

### Tredje rundan
- Klas Dahlbeck
- Blev draftad som nummer 79 av laget Chicago Blackhawks.

### Fjärde rundan
- Joachim Nermark
- Blev draftad som nummer 93 av laget Colorado Avalanche.

- Tom Nilsson
- Blev draftad som nummer 100 av laget Toronto Maple Leafs

- Emil Molin
- Blev draftad som nummer 105 av laget Dallas Stars.

- Magnus Nygren
- Blev draftad som nummer 113 av laget Montréal Canadiens

- Ludwig Blomstrand
- Blev draftad som nummer 120 av laget Vancouver Canucks

### Femte rundan
- John Persson
- Blev draftad som nummer 125 av laget New York Islanders

- Fredrik Claesson
- Blev draftad som nummer 126 av laget Ottawa Senators

- Niklas Lundström
- Blev draftad som nummer 132 av laget St.Louis Blues

- Simon Karlsson
- Blev draftad som nummer 142 av laget Nashville Predators

- Max Friberg
- Blev draftad som nummer 143 av laget Anaheim Ducks

- Mattias Bäckman
- Blev draftad som nummer 146 av laget Detroit Red Wings

### Sjätte rundan
- Pathrik Vesterholm
- Blev draftad som nummer 180 av laget Vancouver Canucks

### Sjunde rundan
- Anton Forsberg
- Blev draftad som nummer 188 av laget Columbus Blue Jackets

- Michael Schumacher
- Blev draftad som nummer 200 av laget Los Angeles Kings

- Henrik Tömmernes
- Blev draftad som nummer 210 av laget Vancouver Canucks

- Johan Mattsson
- Blev draftad som nummer 211 av laget Chicago Blackhawks

## Rankning inför draften
| Ranking | Nordamerikanska spelare | Europeiska spelare     |
| ------- | ----------------------- | ---------------------- |
| 1       | Ryan Nugent-Hopkins (C) | Adam Larsson (B)       |
| 2       | Gabriel Landeskog (RW)  | Mika Zibanejad (C)     |
| 3       | Jonathan Huberdeau (C)  | Jonas Brodin (B)       |
| 4       | Dougie Hamilton (B)     | Joel Armia (RW)        |
| 5       | Nathan Beaulieu (B)     | Dmitrij Jaškin (LW/RW) |
| 6       | Sean Couturier (C)      | Oscar Klefbom (B)      |
| 7       | Sven Bärtschi (LW)      | Miikka Salomäki (C)    |
| 8       | Ryan Strome (C)         | Joachim Nermark (C)    |
| 9       | Ryan Murphy (B)         | Markus Granlund (C)    |
| 10      | Duncan Siemens (B)      | Rasmus Bengtsson (B)   |

| Ranking | Nordamerikanska målvakter | Europeiska målvakter |
| ------- | ------------------------- | -------------------- |
| 1       | John Gibson               | Samu Perhonen        |
| 2       | Christopher Gibson        | Magnus Hellberg      |
| 3       | Jordan Binnington         | Jaroslav Pavelka     |

### Slutlig ranking
| Ranking | Top 10 Spelare          |
| ------- | ----------------------- |
| 1       | Ryan Nugent-Hopkins (C) |
| 2       | Adam Larsson (B)        |
| 3       | Sean Couturier (C)      |
| 4       | Gabriel Landeskog (RW)  |
| 5       | Dougie Hamilton (B)     |
| 6       | Mika Zibanejad (C)      |
| 7       | Jonathan Huberdeau (C)  |
| 8       | Ryan Murphy (B)         |
| 9       | Ryan Strome (C)         |
| 10      | Oscar Klefbom (B)       |